# Hermida (Quiroga)
Hermida (llamada oficialmente Santa María da Ermida) es una parroquia y una aldea española del municipio de Quiroga, en la provincia de Lugo, Galicia. La parroquia también es conocida por el nombre de Santa María de Hermida.El término dista 2,4 km de la capital municipal, con la que se comunica por una carretera local.

## Iglesia parroquial
La parte más antigua de la iglesia es la nave principal -con cubierta a dos aguas- y el presbiterio -un escalón más alto que la nave y cubierto con madera por sus cuatro vertientes-, que son del siglo XVII. La única lateral, separada de la principal por un pilar, fue construida en 1733. 
La iglesia también cuenta con un campanario de un solo cuerpo sobre muros de mampostería con lucido interior y exterior. El tejado es de pizarra.

### Retablo mayor
Un arco de medio punto separa la capilla mayor de la nave principal. El retablo del mismo, de unos 4,56 metros, se divide en dos plantas. Es de estilo barroco, de bella factura, dorada y policromada.
El centro del primer piso lo ocupa el camarín de Nuestra Señora de los Remedios. Está sostenido por dos ángeles y coronado por una cúpula linterna con hilera de arcos. El camarín es de principios del siglo XVIII. Sobre él, entre las nubes, está la paloma trinitaria de la que desciende un rayo de luz, símbolo de la acción del Espíritu Santo en la concepción virginal del Verbo de Dios. A cada lado de la Virgen hay un fornelo con una imagen. En uno de ellos, un San Roque, abogado contra la peste, y en el otro, un San Antonio de Padua, ambos del siglo XVII.
Entre el primer y segundo piso, en la cornisa que separa estos dos elementos, hay una leyenda que dice: AÑO 1759 SE REALIZÓ ESTA CAPILLA CON SU SANTO ALTARBATO I ECBOTOS DE ESTE BALLE SIENDO PRIOR Y VICARIO GENERAL FREI ANTONIO DE IEBRA I MONTENEGRO.
El centro del segundo piso lo ocupa un Cristo crucificado con una imagen a cada lado: una Inmaculada Concepción del siglo XVI y un Cristo Salvador del siglo XVII. En la parte superior está representado el Padre Eterno, con la esfera del mundo, en actitud de bendición.

### Retablo lateral
Entrando en la iglesia, en el margen derecho de la nave principal y separada de esta por dos arcos, se encuentra la nave lateral que cuenta en su capilla con un retablo neoclásico de dos andares. En el primer andar, entre dos pares de columnas de estilo corintio, se encuentra un templete con la imagen de la Inmaculada. En el templete del segundo andar, tenemos nuestra Señora de la Leche, una talla del siglo XVI estropeada al labrarla para ser vestida.

### Virgen de la Hermida

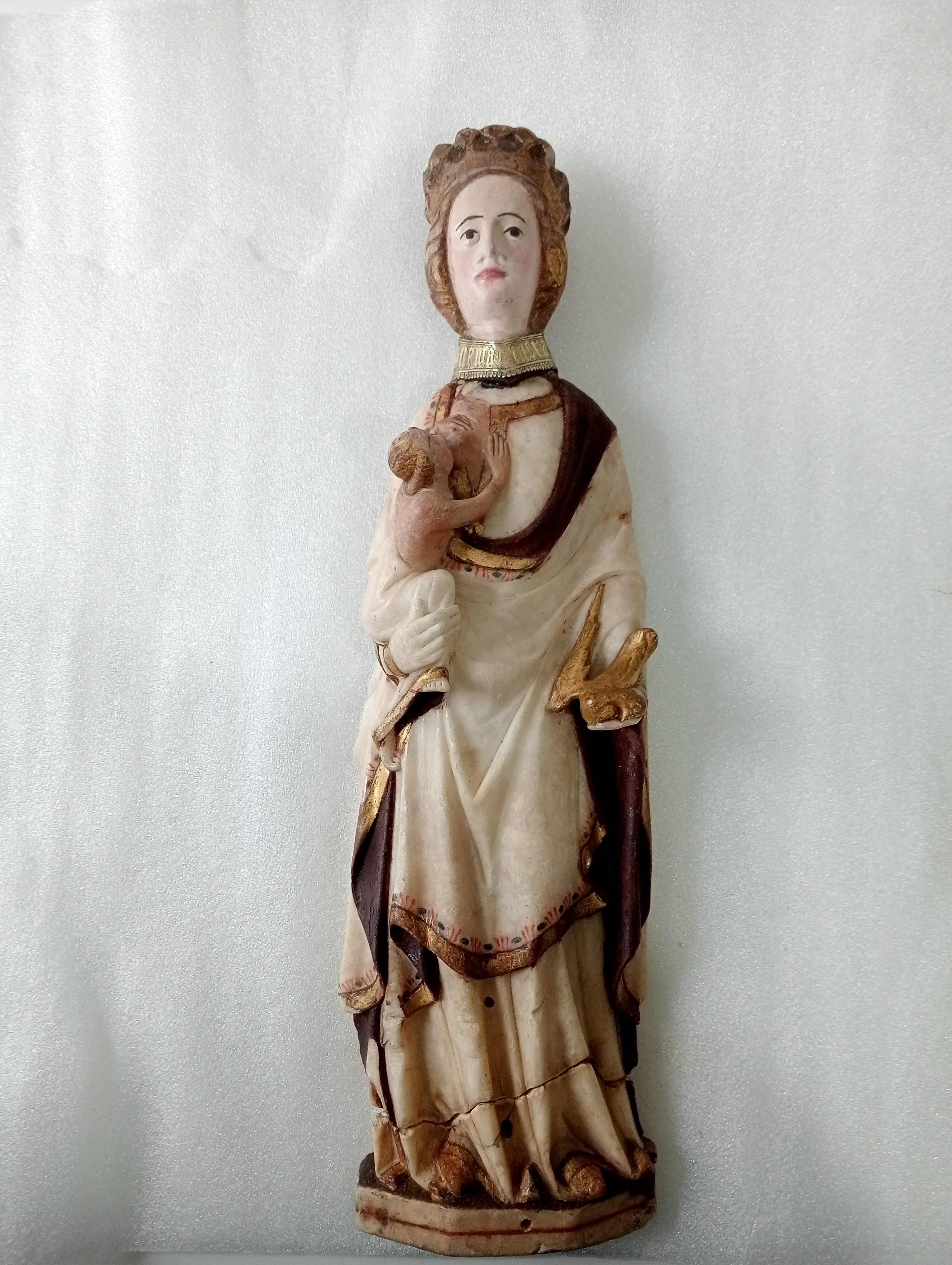
Virgen de los Remedios, también conocida como Virgen de la Hermida

La Virgen de la es una escultura inglesa de alabastro de finales del siglo XIV o principios del XV que conserva pálidos restos de policromía. Su túnica se abre sobre su pecho para amamantar. En su brazo derecho sostiene al niño que se extiende sobre su pecho y lo cubre con sus brazos y manos. Mientras tanto, la madre con su mano izquierda sostiene una paloma dorada.

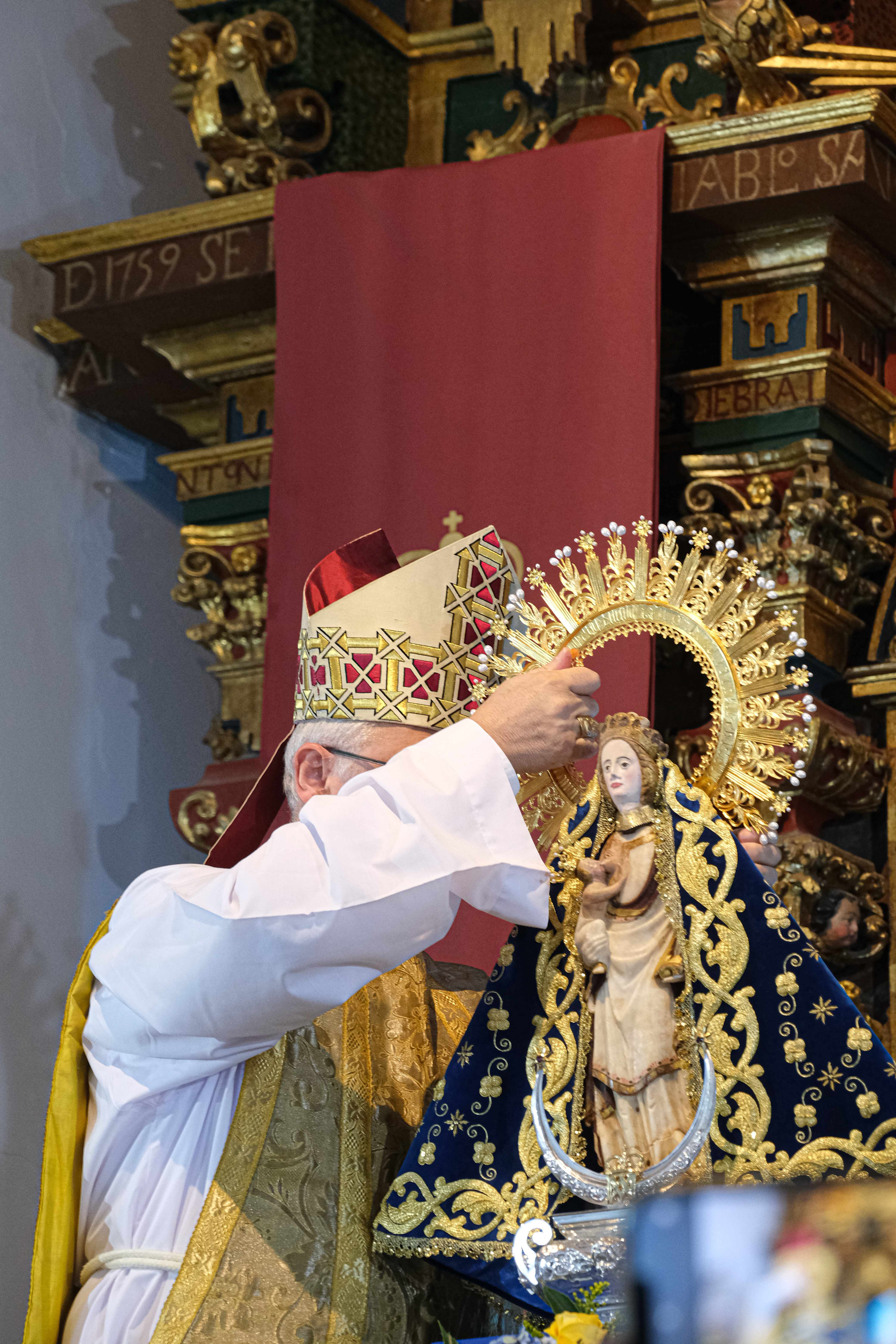
Coronación canónica

Esta iconografía de la Virgen lactante fue limitada desde Trento por una cuestión de pudor, intentando evitar la representación de Virgen de los Remedios con el pecho desnudo. Es muy probable que el paso de esta imagen a una imagen de vestido se deba a este tipo de cuestiones.

La Virgen de la Hermida es una escultura inglesa de alabastro de finales del siglo XIV o principios del XV que conserva pálidos restos de policromía. Su túnica se abre sobre su pecho para amamantar. En su brazo derecho sostiene al niño que se extiende sobre su pecho y lo cubre con sus brazos y manos. Mientras tanto, la madre con su mano izquierda sostiene una paloma dorada.
Esta iconografía de la Virgen lactante fue limitada desde Trento por una cuestión de pudor, intentando evitar la representación del pecho desnudo. Es muy probable que el paso de esta imagen a una imagen de vestido se deba a este tipo de cuestiones.
Llama la atención que la parte posterior de esta figura sea plana, lo que sugiere que, más que una escultura independiente, formaba parte de un retablo ornamental o de alto relieve. 
El lunes, 9 de septiembre a las 13:00 tuvo lugar la ceremonia de coronación canónica de la Virgen de los Remedios de la Hermida. La celebración fue presidida por el Obispo de Lugo, Mons, Dº Alfonso Carrasco. Esta comenzó con la tradicional procesión de la Virgen acompañada del Meco y las Pampórnigas. Ese año, como signo de respeto a María, los estandartes de toda la comarca de Quiroga –concellos de Quiroga, Folgoso do Courel e Ribas de Sil- flanquearon todo el recorrido hasta la iglesia.
El mayordomo de la coronación fue Dº Manuel Carrete Rivera; y los padrinos Dª María del Carmen Martínez Ínsua, en representación de la Dirección Xeral de Patrimonio Cultural de la Xunta de Galicia y el rector Dº Santiago García-Jalón de la Lama, en representación da Facultad de Derecho Canónico da Universidad Pontificia de Salamanca.

## Crismón de la Hermida

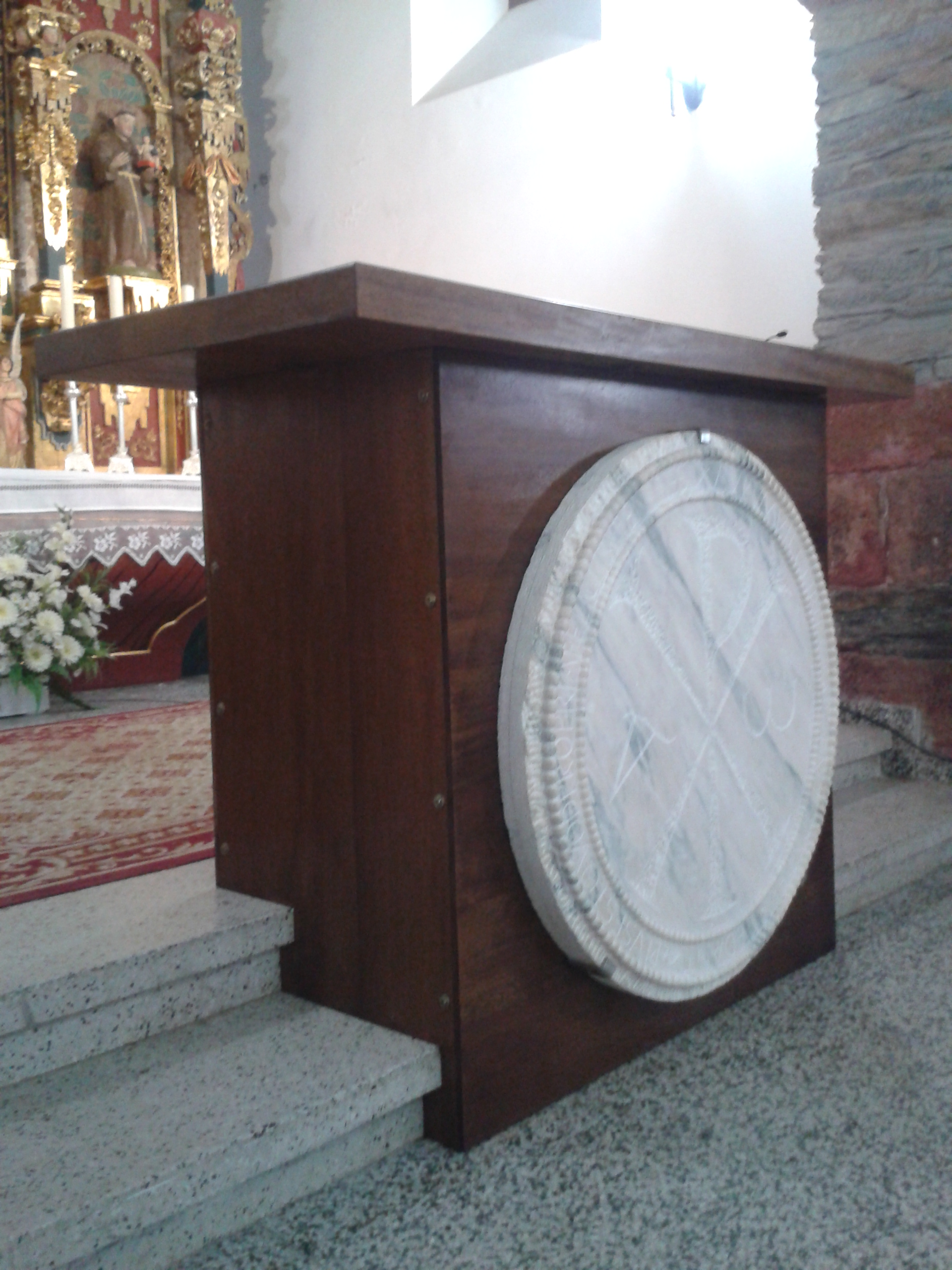
Réplica del crismón de Quiroga

El santuario de La Hermida cuenta desde el 12 de abril de 2013 con una réplica del Crismón de Quiroga, encontrado en el templo en 1887 y que está considerado como la pieza que atestigua los primeros vestigios del cristianismo en Galicia. La pieza es una copia, realizada en piedra con gran detalle, que estuvo en la muestra sobre elementos pétreos más importantes de la comunidad montada hasta hace poco en la Cidade da Cultura bajo la denominación Gallaecia Petrea.
El Museo Diocesano de la catedral de Lugo custodia entre sus piezas más destacadas la pieza original. Datado del siglo V, este disco de 95 centímetros de diámetro realizado en mármol de O Incio está considerado un testigo clave de la historia de Galicia, siendo el eslabón que conecta la etapa final de la romanización y la llegada del cristianismo al territorio de la antigua Gallaecia.
El crismón tiene gravado sobre su superficie el anagrama de Cristo, con las letras alfa y omega, y en todo su borde reza la inscripción: el oro es cosa vil para ti, no digamos la plata. Es mucho más lo que brillas por tu propia felicidad, una reflexión que apela a la moralidad invitando a alejarse de los bienes materiales.
El Crismón de Quiroga tiene un origen incierto, aunque se ha apuntado su posible uso como ornamento en un mausoleo de un noble romano que habría fallecido en la zona de Quiroga. Reaprovechado como mesa de altar en el santuario de la Hermida, donde se practicaba el curioso ritual de limar sus bordes el día de la romería del 8 de septiembre, en el año 1925 fue trasladado por orden del Obispo Basulto a la catedral lucense, donde luce entre las colecciones de arqueología, numismática, imaginería, orfebrería litúrgica y otros fragmentos o piezas escultóricas que hacen del Museo Diocesano de Lugo un referente entre los museos catedralicios gallegos.

## Santuario jubilar

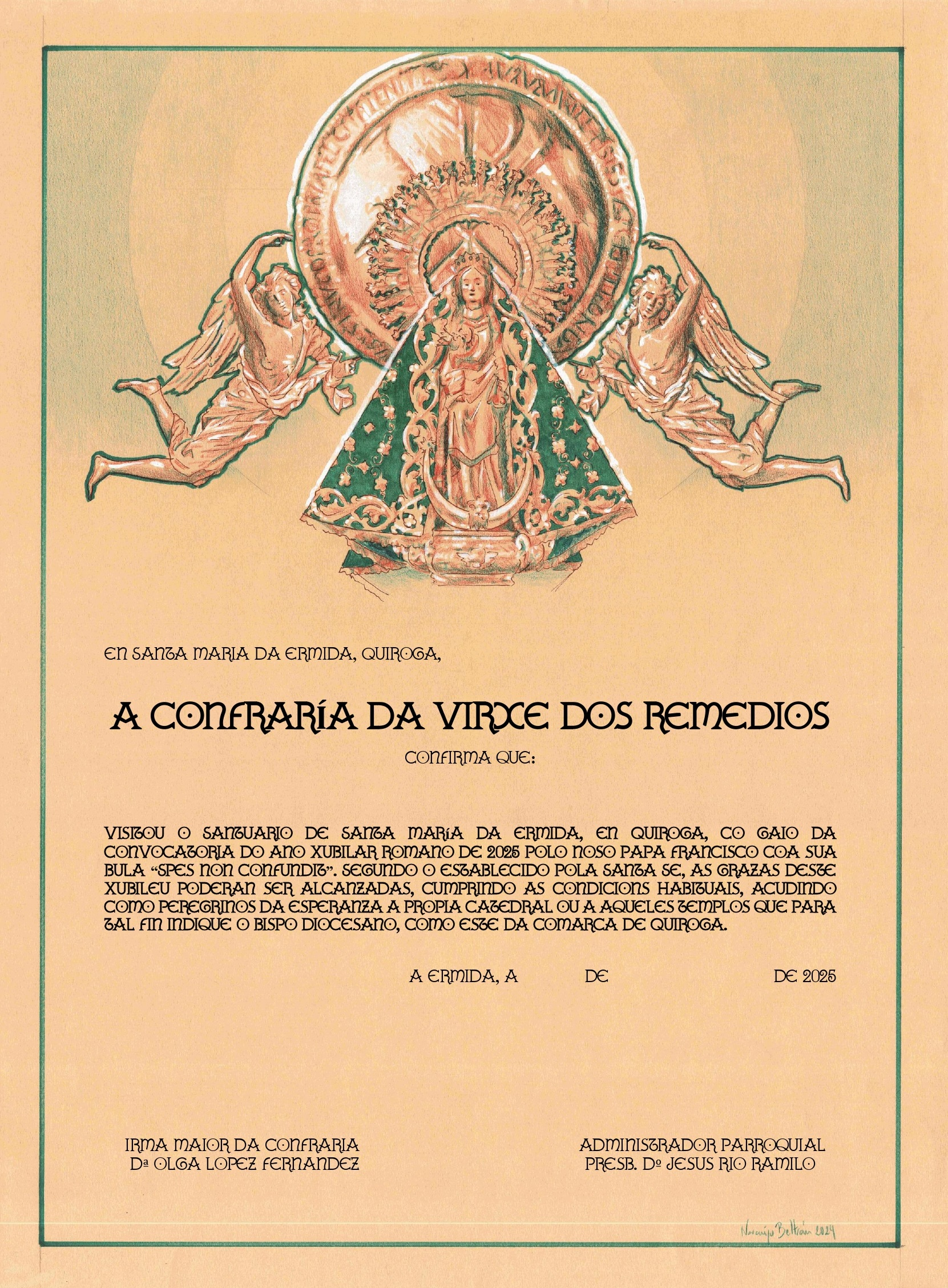
Diploma jubilar de la Hermida - Obra de Francisco Naranjo Beltrán

Con fecha de 19 de mayo de 2024 el Papa Francisco convocó el Año Santo romano de 2025 con la Bula «Spes non confundit», llamando a toda la Iglesia a una peregrinación en la esperanza.
Según lo establecido por la Santa Sede las gracias de este Jubileo podrían ser alcanzadas, cumpliendo las condiciones habituales, acudiendo como peregrinos de la esperanza a la propia Catedral o a aquellos templos que para tal fin indique el Obispo diocesano. 
D. Alfonso Carrasco Rouco, obispo de Lugo, buscando que el bien espiritual de este año jubilar alcanzara a todo el territorio diocesano, determinó que en la diócesis de Lugo, además de en su Catedral Basílica, los fieles podrían ganar la indulgencia jubilar peregrinando a alguno de los santuarios diocesanos, entre ellos el de Santa María de la Hermida. Esto fue posible desde el día 29 de diciembre de 2024, tras la solemne apertura diocesana del Año Santo en la S.I.C. Basílica, hasta su clausura el 28 de diciembre de 2025.
El diploma jubilar que se hizo para el año jubilar 2025 fue obra del artista malagueño Francisco Naranjo Beltrán que posee una prolífica producción cartelística, destacando la ejecución del cartel oficial de la Semana Santa de Málaga de 2015. 

## Organización territorial
La parroquia está formada por cinco entidades de población:
- Hermida (A Ermida)
- Prado (A Casa dos Prados)
- Ribeira de Baixo (A Ribeira de Abaixo)
- San Victorio (San Vitoiro)( San Vitorio)
- Vergaza (A Bergaza)

## Demografía

### Parroquia
| Gráfica de evolución demográfica de Hermida (parroquia) entre 2000 y 2020 |
|                                                                           |
| Datos según el nomenclátor publicado por el INE.                          |

### Aldea
| Gráfica de evolución demográfica de Hermida (aldea) entre 2000 y 2020 |
|                                                                       |
| Datos según el nomenclátor publicado por el INE.                      |